# Seznam čínských výsadkových lodí

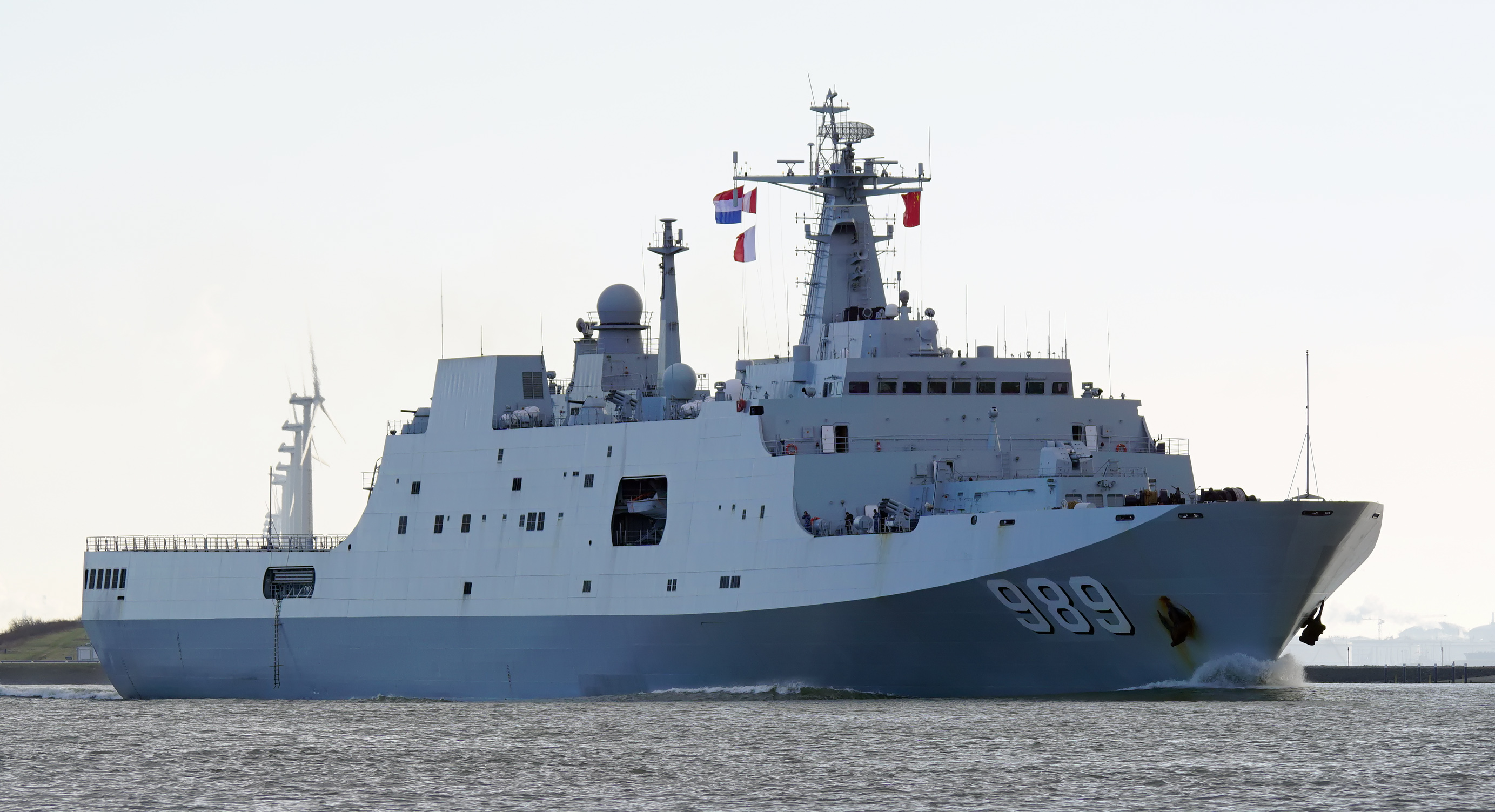
Čchang-paj Šan (989)

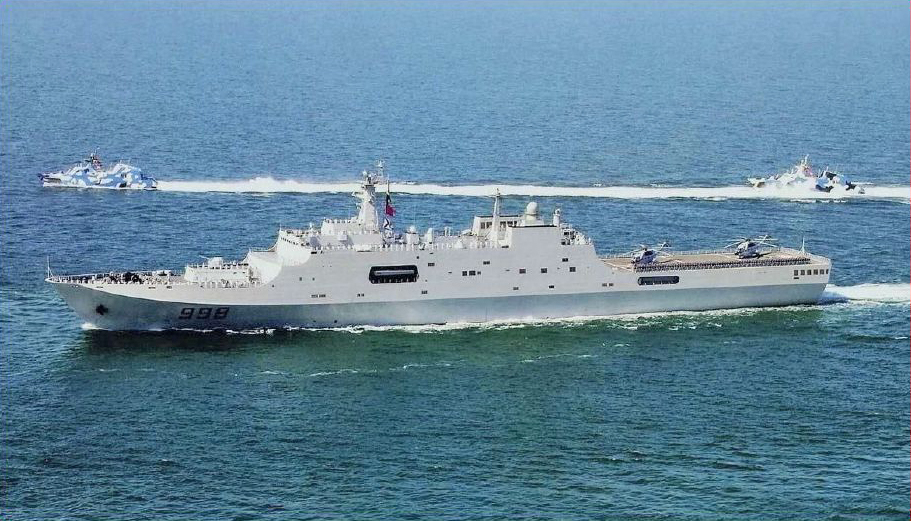
Ťing-kang Šan (999)

Seznam čínských výsadkových lodí zahrnuje výsadkové lodě, které sloužily nebo slouží u Námořnictva Čínské lidové republiky.

## Vrtulníkové výsadkové lodě

### Typ 075
- Chaj-nan (31) - aktivní
- Kuang-si (32) - aktivní
- An-chuej (33) - aktivní
- Chu-pej (34) - aktivní

## Dokové výsadkové lodě

### Typ 071
- Lung-chu-šan (980) - aktivní
- Čchi-lien-šan (985) - aktivní
- S’-ming-šan (986) - aktivní
- Wu-č-šan (987) - aktivní
- I-meng-šan (988) - aktivní
- Čchang-paj-šan (989) - aktivní
- Kchun-lun-šan (998) - aktivní
- Ťing-kang-šan (999) - aktivní

## Tankové výsadkové lodě

### Typ 072
- Jün-tchaj-šan (927) - vyřazena
- Wu-feng-šan (928) - vyřazena
- C'-ťin-šan (929) - vyřazena

### Typ 072II
- Ling-jen-šan (930) - vyřazena
- Tung-tching-šan (931) - aktivní
- Che-lan-šan (932) - aktivní
- Liou-pchan-šan (933) - aktivní

### Typ 072III
- Tan-sia-šan (934) - aktivní
- Süe-feng-šan (935) - aktivní
- Chaj-jang-šan (936) - aktivní
- Čching-čcheng-šan (937) - aktivní
- Lü-liang-šan (938) - aktivní
- Pchu-tchuo-šan (939) - aktivní
- Tchien-tchaj-šan (940) - aktivní
- Jen-tang-šan (970, ex 908) - aktivní
- Ťiou-chua-šan (971, ex 909) - aktivní
- Chuang-kang-šan (972, ex 910) - aktivní
- E-mej-šan (991) - aktivní

### Typ 072A
- Tchien-ču-šan (921, ex 911) - aktivní
- Ta-čching-šan (922, ex 912) - aktivní
- Pa-sien-šan (973, ex 913) - aktivní
- Wu-i-šan (974, ex 914) - aktivní
- Kchu-laj-šan (975, ex 915) - aktivní
- Tchien-mu-šan (976, ex 916) - aktivní
- Wu-tchaj-šan (977, ex 917) - aktivní
- Ta-pie-šan (981) - aktivní
- Tchaj-chang-šan (982) - aktivní
- Chua-ting-šan (992) - aktivní
- Luo-siao-šan (993) - aktivní
- Taj-jün-šan (994) - aktivní
- Wan-jang-šan (995) - aktivní
- Lao-tchie-šan (996) - aktivní
- Jün-wu-šan (997) - aktivní